# Якоб Клемент
Якоб Клемент (близько 1510, Мідделбург — близько 1556), Клеменс-не-Папа, Клемент-не-Папа (Jacques Clément, Jacob Clemens non Papa) — нідерландський композитор.

## Життя
Про його ранні роки відомостей немає, відомості про його зрілі роки дуже уривчасті. Близько 1544 року Клеменс-не-Папа працював у кафедральному соборі Брюгге. Незабаром після цього він мав ділові стосунки з Тільманом Сузато, видавцем в Антверпені. З 1545 по 1549 роки він, ймовірно, служив капельмейстером у капелі Карла V. У 1550 році він був найнятий Братством Марії в Хертогенбосі. Серед інших міст, де він міг жити і працювати, можна назвати Іперн і Лейден.
Якоба Клемента прозвали жартома «не-Папою», щоб відрізнити від його сучасника папи Климента VII або від поета Клеменса Якобус Папи (який жив у Іперне в один час з Якобом Клементом).

## Музика
Клеменс-не-Папа є представником нідерландської школи, хронологічно його творчість припадає на період між Жоскеном Депре і Орландо ді Лассо. Він написав:
- 10 мес, виконаних у техніці пародій (опубліковані в Льовені в 1555-1580 роках П'єром Фалеза),
- Близько 233 мотетів,
- 80 французьких і фламандських пісень,
- 159 Souterliedekens («пісеньок на псалми», опубліковані в Антверпені в 1556-1557 роках Тільман Сузато).

Найбільш відомі Souterliedekens — багатоголосні мотетні обробки хоральних піснеспівів народною голландською мовою. Вони були простими і підходили для співу у домах, в них використовувалися відомі світські мелодії (включаючи застільні і любовні пісні, балади та інші популярні пісні того часу). В основному вони триголосні. Для кожного голосу визначений текст, зазвичай один склад припадає на одну ноту.
Вплив Клеменса-не-Папи був особливо сильний в Німеччині. Орландо ді Лассо знав його музику і використав елементи його стилю.